# Silvio Peruzzi
Silvio Peruzzi, indicato dalle fonti dell'epoca come Peruzzi II (Torino, 31 gennaio 1891 – ...), è stato un calciatore italiano, di ruolo centrocampista.
Esordì nei granata l'undici ottobre 1914 nella partita Valenzana-Torino 0-3.